# Ša'ar ha-Amakim
Ša'ar ha-Amakim (hebrejsky שַׁעַר הַעֲמָקִים, doslova „Brána údolí“, v oficiálním přepisu do angličtiny Sha'ar HaAmaqim, přepisováno též Sha'ar HaAmakim) je vesnice typu kibuc v Izraeli, v Haifském distriktu, v Oblastní radě Zevulun.

## Geografie
Leží v nadmořské výšce 65 metrů při řece Kišon, v soutěsce sevřené po stranách svahy Dolní Galileji a pohoří Karmel, jež tvoří rozmezí mezi Jizre'elským údolím na horním toku Kišonu a Zebulunským údolím na toku dolním. Odtud název vesnice. Kibuc je situován 13 kilometrů od břehů Haifského zálivu.
Obec se nachází na cca 78 kilometrů severovýchodně od centra Tel Avivu a cca 15 kilometrů jihovýchodně od centra Haify. Ša'ar ha-Amakim obývají Židé, přičemž osídlení v tomto regionu je etnicky převážně židovské. Zebulunské údolí i aglomerace Haify a západní část Jizre'elského údolí jsou židovské. 1 kilometr východně odtud leží židovské město Kirjat Tiv'on. Na severovýchod od kibucu ale začínají kopcovité oblasti Galileji, které obývají ve vyšší míře iizraelští Arabové. Drúzové jsou zastoupeni v sídlech na vrcholu pohoří Karmel západně od kibucu.
Ša'ar ha-Amakim je na dopravní síť napojen pomocí dálnice číslo 75. Poblíž vesnice prochází i železniční trať v Jizre'elském údolí obnovená roku 2016, jež ale v okolí obce nemá stanici.

## Dějiny

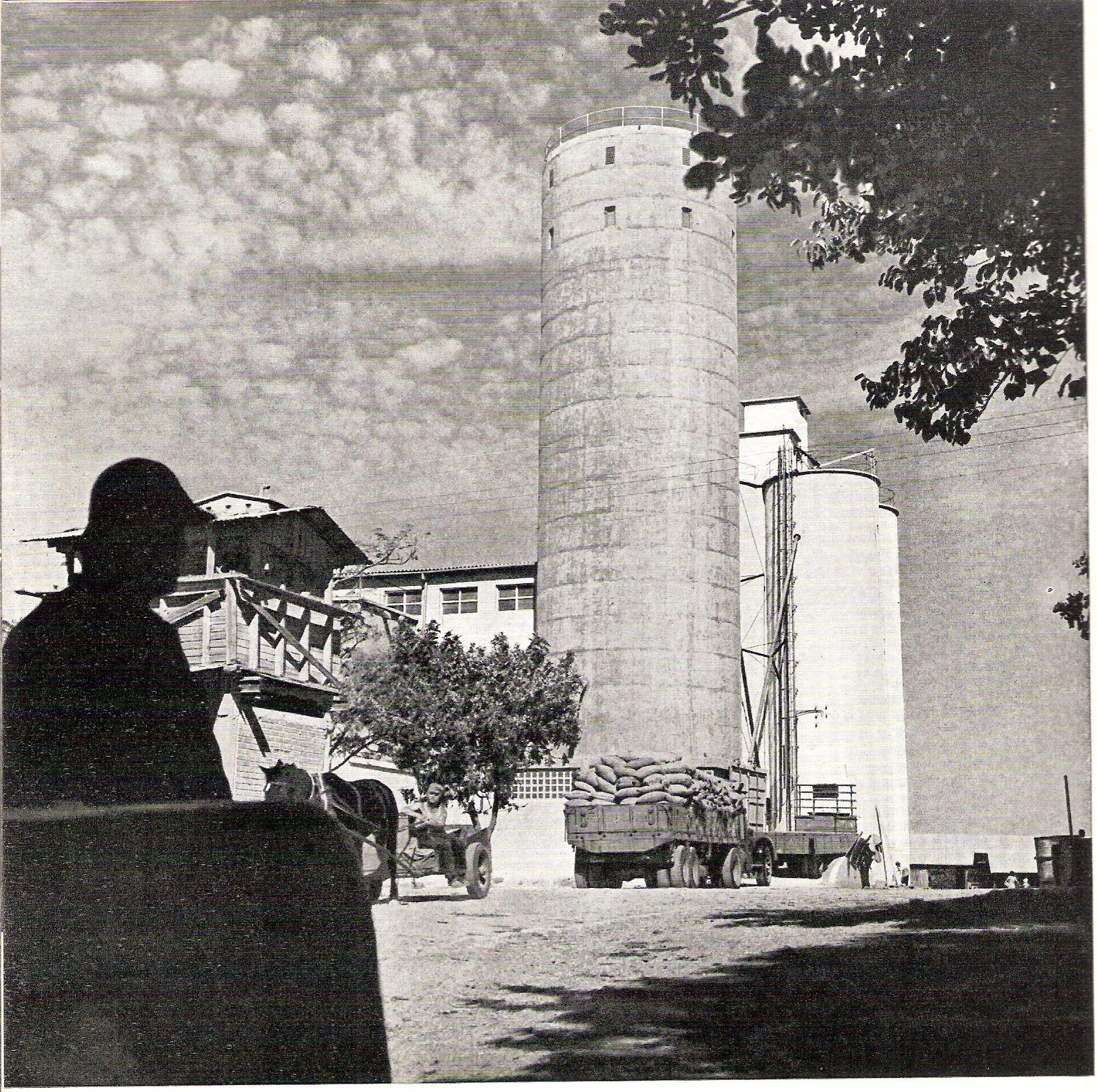
Kibuc Ša'ar ha-Amakim v 50. letech 20. století

Ša'ar ha-Amakim byl založen v roce 1935. Zakladateli vesnice byla skupina Židů původem z Rumunska napojených na organizaci ha-Šomer ha-ca'ir. Do Palestiny dorazili roku 1929 a nejprve se usadili v dnešním městě Chadera, v Nes Cijona a v Mišmar ha-Emek. Roku 1933 se všichni sešli v osadě Nahalal a roku 1935 si založili dnešní vesnici. Kibuc navázal přátelské vztahy s arabskými beduíny z kmene Zubejdat usídlenými v pahorcích severovýchodně odtud. V roc 1952 tu dokonce skupina beduínů procházela zemědělským výcvikem se záměrem založit poblíž beduínský kibuc, ale plán pak nebyl realizován.
Koncem 40. let měl kibuc Ša'ar ha-Amakim rozlohu katastrálního území 1 621 dunamů (1,621 kilometrů čtverečních).
12. ledna 1961 začal soudní proces s členem kibucu Aharonem Cohenem obžalovaným ze špionáže pro SSSR.
Místní ekonomika je založena na zemědělství a průmyslu. Sídlí tu firma Chromogen na výrobu zařízení pro solární ohřev vody.

## Demografie
Podle údajů z roku 2014 tvořili naprostou většinu obyvatel v Ša'ar ha-Amakim Židé (včetně statistické kategorie "ostatní", která zahrnuje nearabské obyvatele židovského původu ale bez formální příslušnosti k židovskému náboženství).
Jde o menší sídlo vesnického typu s dlouhodobě stagnující populací. K 31. prosinci 2014 zde žilo 688 lidí. Během roku 2014 populace stoupla o 2,8 %.
| Rok            | 1948 | 1961 | 1972 | 1983 | 1995 | 2001 | 2003 | 2004 | 2005 | 2006 | 2007 | 2008 | 2009 | 2010 | 2011 | 2012 | 2013 | 2014 |
| -------------- | ---- | ---- | ---- | ---- | ---- | ---- | ---- | ---- | ---- | ---- | ---- | ---- | ---- | ---- | ---- | ---- | ---- | ---- |
| Počet obyvatel | 445  | 518  | 569  | 648  | 603  | 555  | 563  | 552  | 557  | 548  | 552  | 564  | 627  | 622  | 671  | 680  | 669  | 688  |